# Río Faramontaos
El río Faramontaos es un curso de agua del noroeste de la península ibérica. Discurre por la provincia de Orense.

## Curso
El río, que discurre por la provincia española de Orense, nace de las aguas que descienden de los lugares de Tejones, Gomariz, Santo Antoíño, Boullosa, Montecelo, Baltar, Niñodaguia, Lamalonga, Moimenta, Cualedro, Vilarchao, Gudín y Novas. El río, que hacia mediados del siglo XIX daba impulso a varios molinos y criaba truchas, desagua en el río Limia no lejos de Zos. Aparece descrito en el octavo volumen del Diccionario geográfico-estadístico-histórico de España y sus posesiones de Ultramar de Pascual Madoz con las siguientes palabras:

FARAMONTAOS ó LEBORIZO: r. de la prov. de Orense, part. jud. de Ginzo de Limia: el cual se forma con las aguas que descienden de los pueblos de Tejones, Gomariz, Santoantoiño, Boullosa, Montecelo, Baltar, Niñodaguia, Lamalonga, Moimenta, Cualedro, Vilarchao, Gudin y Novas. Su curso es de S. á N.: tiene un puente llamado de Leborizo, de ant. fáb., todo de piedra con un arco muy elevado, pero bastante estrecho, de modo que no permite el paso de carruages: tambien tiene un puentecito cerca del l. de Zós, cuyas pilastras son de piedra y lo demas de madera. Fertiliza en parte los térm. de los indicados pueblos, da impulso á distintos molinos y cria buenas truchas, y otros peces menudos, y va á desaguar en el r. de Ginzo no lejos del mencionado l. de Zós.
(Madoz, 1847, p. 21)